# Polska familjeförbundet
Polska familjeförbundet (polska: Liga Polskich Rodzin, LPR) är ett nationalkonservativt politiskt parti i Polen bildat, genom samgående mellan en rad katolsk-nationella grupper, i april 2001. Partiledare var från 2006 till 2007 Roman Giertych (som även var utbildningsminister fram 5 maj 2006 till 13 augusti 2007). Sedan oktober 2009 är Witold Bałażak partiledare. Tidigare var Allpolsk ungdom knutet till partiet som ungdomsorganisation, men idag ingår organisationen istället i Nationella rörelsen.

## Historia
Polska familjeförbundet bildades i april 2001 då bland annat det av Maciej Giertych grundade Polens nationella parti gick samman med en mängd andra nationalkonservativa grupperingar. Vid denna tidpunkt såg sig LPR som efterföljare till Roman Dmowski och hans rörelse Nationell demokrati. I likhet med Dmowskis rörelse har LPR kritiserats av utomstående bedömare som antisemitisk i sin propaganda. Partiets företrädare har även menat att frimurare utgör ett konkret hot mot den polska nationen.
I valet till sejmen 2001 erhöll partiet 7,87 % (38 mandat) och 2005 7,97 % av rösterna (38 mandat). LPR var den 20-23 juli 2004 med om att bilda den euroskeptiska politiska gruppen IND/DEM i Europaparlamentet. Några av LPR:s Europaparlamentariker hoppade senare under mandatperioden av IND/DEM, varav tre anslöt sig till Gruppen Unionen för nationernas Europa (UEN) och en blev grupplös. I valet den 21 oktober 2007 åkte Familjeförbundet ur sejmen och i Europaparlamentsvalet 2009 förlorade man alla sina mandat.

## Politik
Partiet driver en politik baserat på romersk-katolska värden och motsätter sig legalisering av aborter, separering mellan stat och kyrka samt legalisering av eutanasi, homosexuella partnerskap och narkotika. Utrikespolitiskt förespråkar man samarbete med USA, EU (partiet motsatte sig dock medlemskap i EU) och Ryssland även om man handelspolitiskt för en protektionistisk linje. LPR motsätter sig en anslutning till EMU. 